# Cuco Martina
Rhu-endly Aurelio Jean-Carlo „Cuco“ Martina (* 25. září 1989 Rotterdam) je profesionální fotbalista z Curaçaa, který hraje na pozici pravého obránce za národní tým Curaçaa. Od léta 2022 je, po skončení angažmá v Go Ahead Eagles, bez angažmá.

## Klubová kariéra
Od roku 2009 hrál v A-týmu RBC Roosendaal, klubu z nizozemské Eerste Divisie (předtím působil v rezervním týmu). V letech 2011–2013 hrál v RKC Waalwijk. V červenci 2013 podepsal tříletou smlouvu s FC Twente s možností opce na čtvrtý rok.
V červenci 2015 se stal hráčem anglického klubu Southampton FC z Premier League, podepsal dvouletou smlouvu. První gól v Premier League vstřelil 26. 12. 2015 proti Arsenal FC, gólem pomohl k vysoké výhře Southamptonu 4:0. Šlo o prudkou střelu k tyči zpoza pokutového území. Martina se zároveň stal prvním hráčem Curaçaa, který skóroval v anglické nejvyšší lize a Curaçao se stalo 93. zemí, jejíž fotbalista dal gól v Premier League.

V červenci 2017 po skončení smlouvy v Southamptonu přišel jako volný hráč (zadarmo) do jiného celku Premier League, Evertonu.

## Reprezentační kariéra
Od roku 2011 hraje v reprezentačním týmu Curaçaa, s nímž se účastnil kvalifikačních utkání na MS 2014 v Brazílii. Debutoval 2. září 2011 v kvalifikačním zápase proti domácímu týmu Antiguy a Barbudy, který Curaçao prohrálo 2:5.